# Jerkebulan Tungghyschbajew
Jerkebulan Muratuly Tungghyschbajew (kasachisch Еркебұлан Мұратұлы Тұңғышбаев Erkebūlan Mūratūly Tūñğyşbaev, russisch Еркебулан Муратович Тунгышбаев Jerkebulan Muratowitsch Tungyschbajew; * 14. Januar 1995 in Schymkent, Kasachstan) ist ein kasachischer Fußballspieler, der seit 2019 beim FK Qairat Almaty in der Premjer-Liga unter Vertrag steht.

## Karriere

### Verein
Tungghyschbajew begann bei Ordabassy Schymkent in seiner Heimatstadt mit dem Fußballspielen. 2012 kam er von der U-19-Mannschaft des Vereins in die zweite Mannschaft. Zur Saison 2013 wurde er an den Zweitligisten FK Qyran Schymkent ausgeliehen. Hier absolvierte er 26 Ligaspiele, in denen er insgesamt sechs Tore erzielte.
Zur Saison 2014 rückte er in die erste Mannschaft von Schymkent auf. Sein Erstliga-Debüt gab er am 22. März 2014 bei der 0:1-Niederlage gegen den FK Astana, als er in der 69. Minute für Qairat Äschirbekow eingewechselt wurde. Sein erstes Tor als Profi machte er am 28. September 2014 in der Begegnung mit Schachtjor Qaraghandy (3:2), als er kurz vor Ende der ersten Halbzeit in der 45. Minute den Treffer zum 2:0-Zwischenstand erzielte. In seiner Premierensaison bestritt er 19 Punktspiele.
In der folgenden Spielzeit gehörte er als Stammspieler zum Aufgebot des Vereins. Von den 32 Ligaspielen absolvierte Tungghyschbajew alle Spiele bis auf Eines und mit sieben erzielten Toren gehörte er zu den erfolgreichsten Torschützen der Liga. Er beendete die Saison mit seiner Mannschaft als Viertplatzierter. Nachdem Schymkent auch die letzte Spielzeit auf dem vierten Tabellenplatz abgeschlossen hatte, qualifizierte man sich für die erste Qualifikationsrunde der UEFA Europa League 2015/16. Sie Debüt in dem europäischen Vereinswettbewerb gab er in der 1:2-Niederlage gegen Beitar Jerusalem am 9. Juli 2015, als er in der 62. Minute ins Spiel kam.
Im Januar 2019 wechselte er zum FK Qairat Almaty, wo er einen Drei-Jahres-Vertrag unterschrieb.

### Nationalmannschaft
Tungghyschbajew absolvierte bisher neun Spiele für die kasachische Nationalmannschaft, in denen er ein Tor erzielte.

## Erfolge
FK Qairat Almaty
- Kasachischer Meister: 2020